# Бузове (заказник)
Бу́зове — ботанічний заказник загальнодержавного значення в Україні. Розташований у межах Онуфріївського району Кіровоградської області, на південь від села Попівка.
Площа 50,7 га. Створений згідно з Указом Президента України від 10 грудня 1994 року. 
Створений з метою охорони природного комплексу балкової мережі, де збереглися байрачні ліси і типові степові ділянки на схилах балок. Зростають ковила найкрасивіша, сон-трава чорніюча, рястка Буше, астрагал шестистоквітковий, занесені до Червоної книги України. Поширені цінні лікарські рослини.

## Галерея

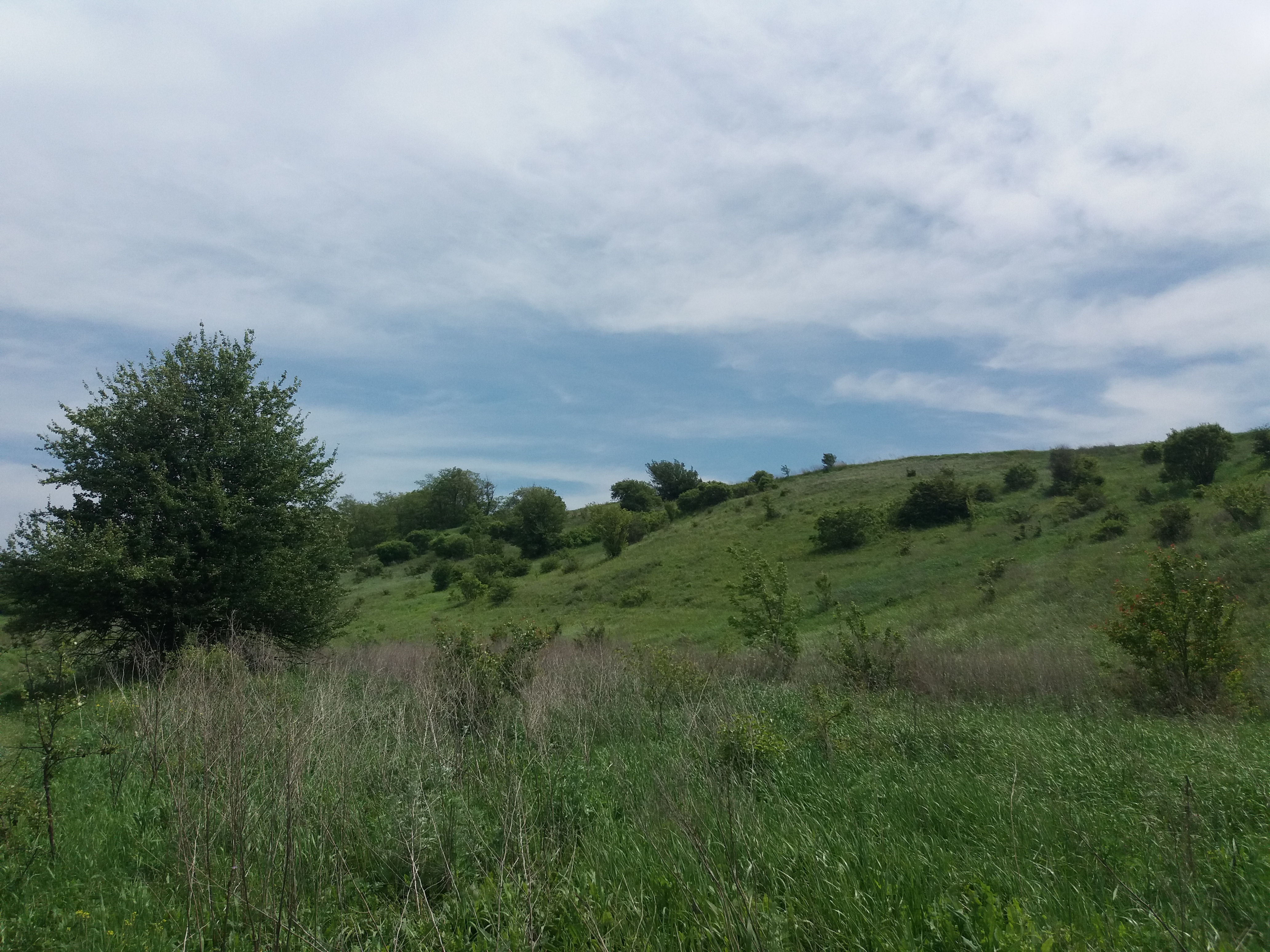
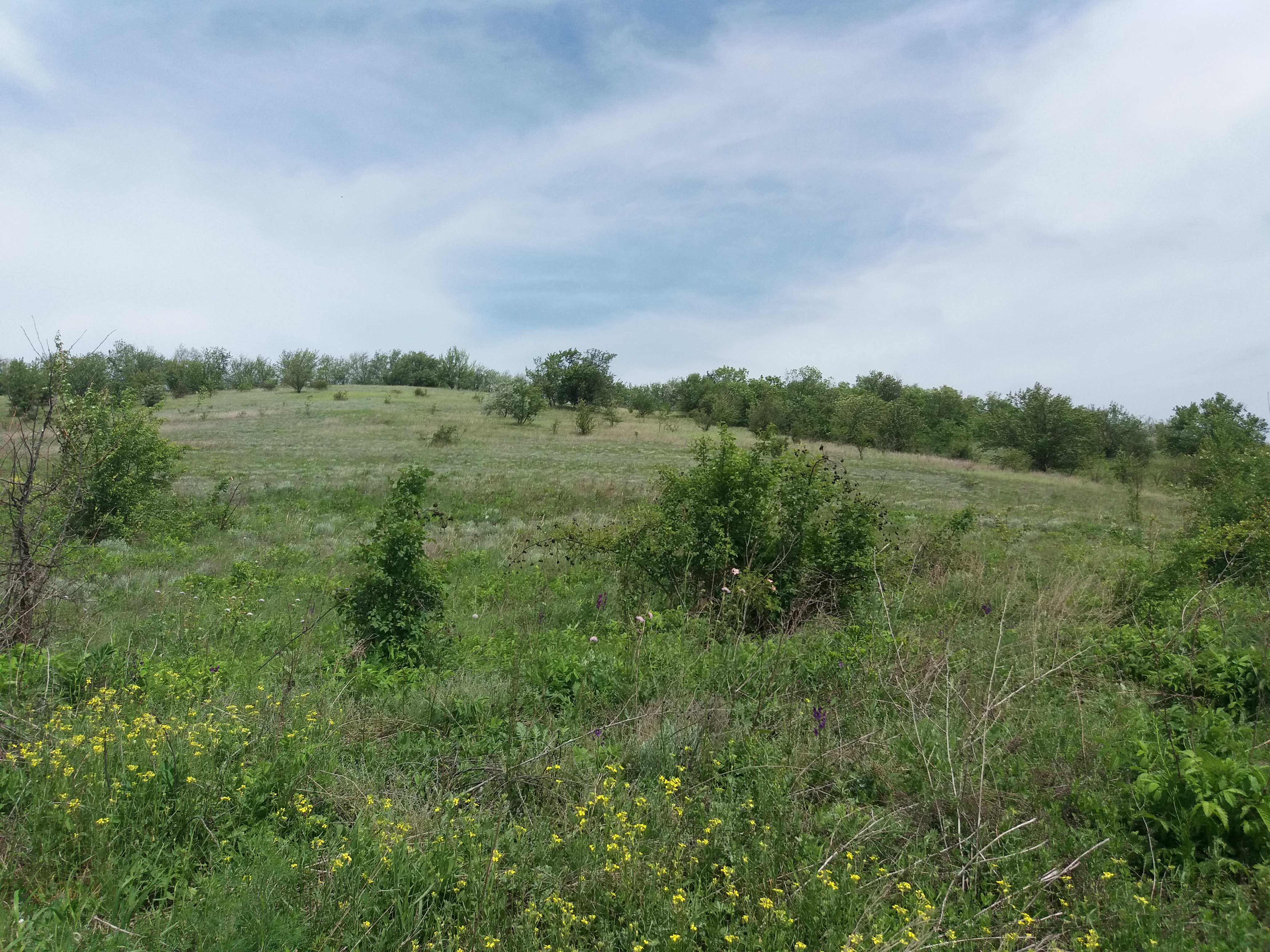
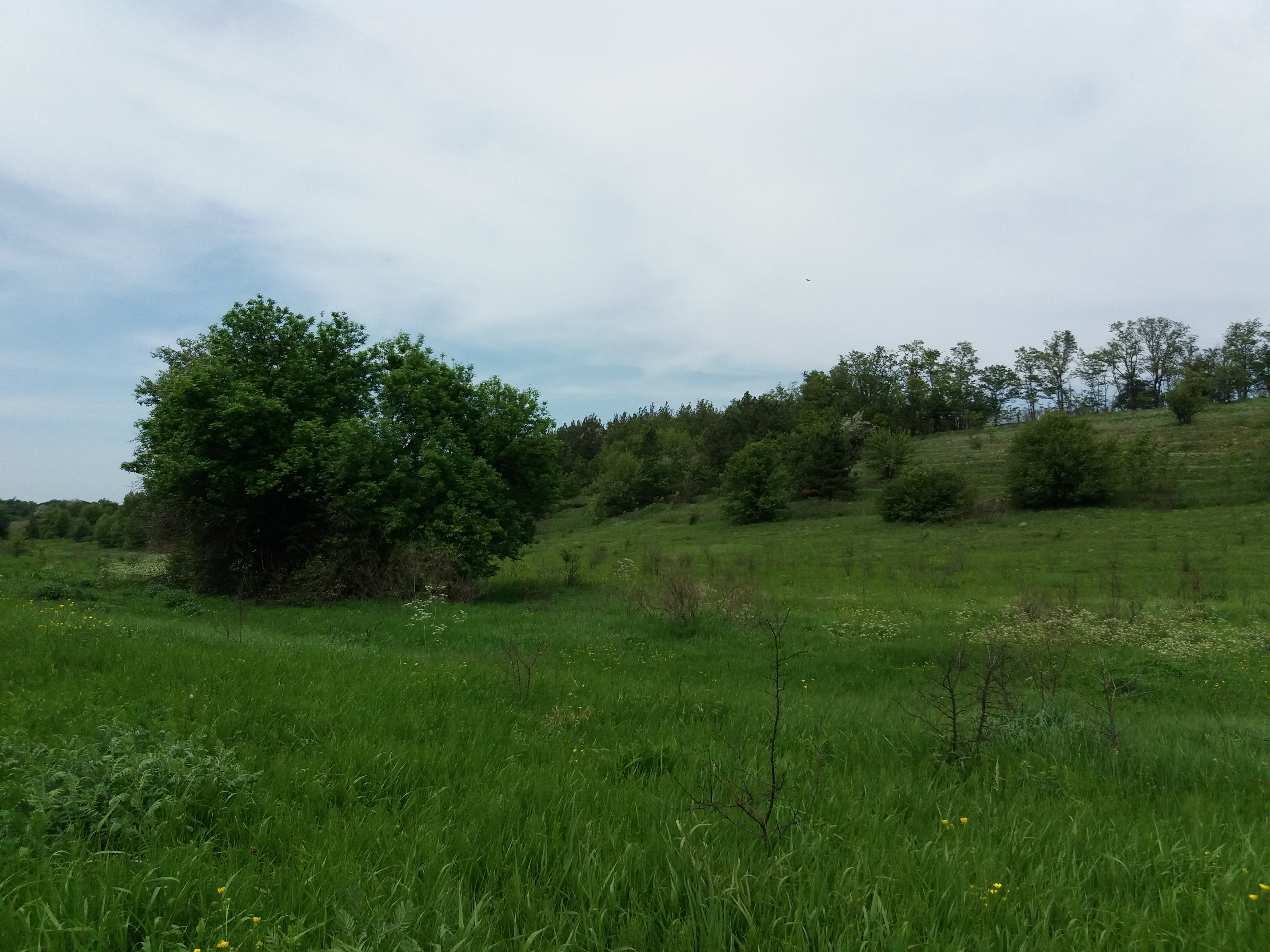
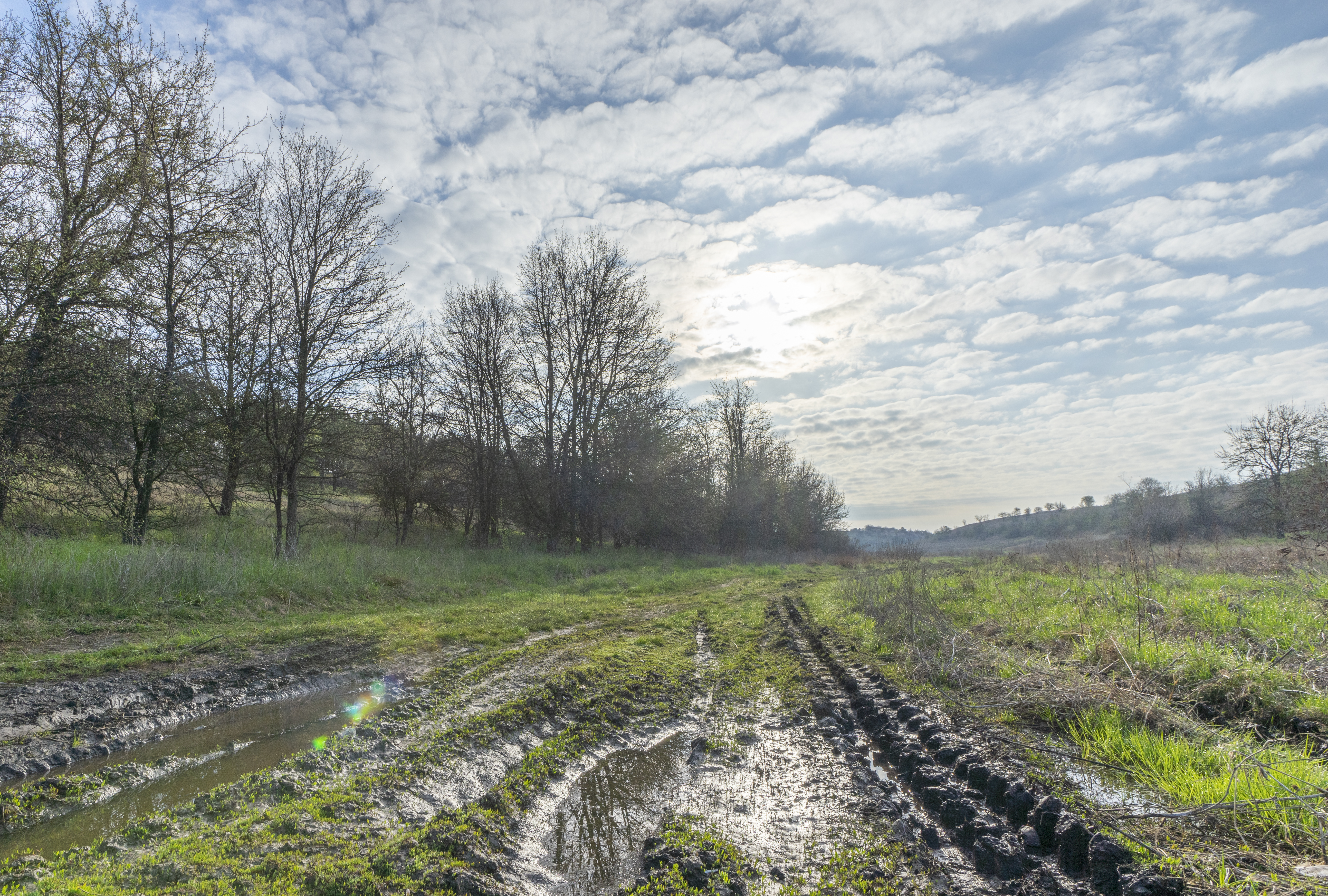

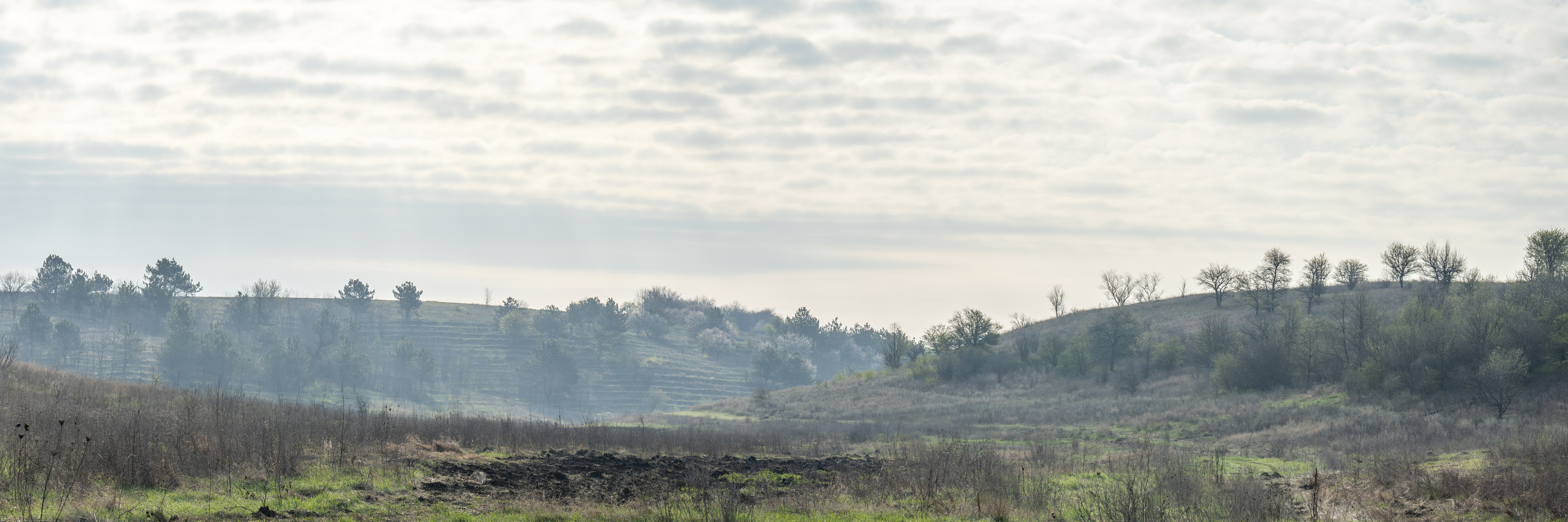